# Amino alkohol
Amino alkoholi su organska jedinjenja koja sadrže amino i alkoholnu funkcionalnu grupu.

## Uobičajeni amino alkoholi
- Etanolamini
- Heptaminol
- Izoetarin
- Norepinefrin
- Propanolamini
- Sfingozin

## Literatura
- Pattende, G. (1992). General and Synthetic Methods (SPR General and Synthetic Methods (1. изд.). Royal Society of Chemistry. ISBN 978-0-85186-944-5.

## Spoljašnje veze
- Amino+Alcohols на 